# Notioplusia
Notioplusia es un género monotípico de lepidópteros perteneciente a la familia Noctuidae. Su única especie:  Notioplusia illustrata Guenée, 1852, se encuentra en San Cristóbal, las Antillas Mayores (Cuba, Jamaica, Haití, Puerto Rico), Florida, México, Panamá y América del Sur. Fue introducida en Australia y Sudáfrica.
Los adultos tienen las alas delanteras de color café, cada una con una línea pálida y una mancha roja. Las alas traseras son leonadas, el sombreado es más oscuro hacia el margen.
Las larvas se alimentan de las hojas de Lantana camara.